# Pókaszepetk
Pókaszepetk is een plaats (község) en gemeente in het Hongaarse comitaat Zala. Pókaszepetk telt 1038 inwoners (2001).